# Blauet de Príncipe
El blauet de Príncipe (Alcedo cristata nais) és un ocell de la família dels alcedínids (Alcedinidae) endèmic de les zones humides de l'illa de Príncipe, al Golf de Guinea. La primera descripció formal de l'espècie la va fer el naturalista alemany Johann Jakob Kaup l'any 1848 que li va donar el nom binomi Alcedo nais. Un estudi filogenètic molecular publicat l'any 2008 va demostrar que és una subespècie del blauet malaquita.